# Януш Кондратюк
Януш Кондратюк (19 вересня 1943, Ак-Булак, Казахстан — 7 жовтня 2019, Варшава) — польський режисер і сценарист.

## Життєпис
Народився 19 вересня 1943 року в Ак-Булаку в сьогоднішньому Казахстані. Сім'я Кондратюка походила з Пінську, звідки її після окупації Польщі депортували до Казахстану, де народився Януш. У 1945 році родині було дозволено виїхати з Казахстану, але оскільки їхнє рідне місто Пінськ опинилось після війни на анексованій Радянським Союзом території, сім'я переїхала до Лодзі. У 1969 році закінчив режисуру на Кіношколу у Лодзі. У 1973 році він отримав нагороду «Золотий екран», а в 1993 році режисерську премію за фільм «Голос» на Фестивалі польської телевізійної творчості.
Він був молодшим братом режисера Анджея Кондратюка. Його дружиною була актриса Ева Шикульська

## Фільмографія
- 1964 — Чудовий день
- 1964 — Дощова прогулянка
- 1965 — Щасливий кінець
- 1966 — Давайте більше не будемо говорити про це
- 1967 — Зірки в очах
- 1969 — Як отримати гроші, жінку та славу
- 1971 — Неділя Барави
- 1972 — Дівчата брати
- 1973 — Собака
- 1975 — Мала справа
- 1976 — чи є тут дівчина?
- 1980 — Кармілла
- 1987 — Одинадцята заповідь
- 1988 — Приватне небо
- 1991 — Голос
- 1996 — Золоте руно
- 2000 — Ніч святого Миколая
- 2006 — Хлопці брати
- 2010 — Мільйон доларів[4]
- 2018 — Як собака з котом